# سرپیشخدمت (فیلم ۲۰۱۸)
سرپیشخدمت (لهستانی: Kamerdyner) یک فیلم درام تاریخی لهستانی است که در سال ۲۰۱۸ منتشر شد. این فیلم نخستین بار در ۱۷ سپتامبر ۲۰۱۸ در چهل و سومین دورهٔ جشنواره فیلم گدنیا به‌نمایش درآمد و برندهٔ شیر نقره‌ای شد و سپس چهار روز بعد در سینماهای سراسر لهستان اکران گردید. در ابتدا قرار بود پیوتر تژاسکالسکی این فیلم را کارگردانی کند، اما در نهایت این کار به فیلیپ بایون محول شد.

## گزیدهٔ بازیگران
- سباستیان فابیانسکی
- یانوش گایوس
- آدام وُرونوویچ
- آنا رادوان
- بوریس شیتس
- ماریانا زیدِک
- کامیلا بار
- ووکاش سیملات
- سواوومیر اوژخوفسکی
- دانیل اولبریخسکی
- یانوش خابیور
- ماریوش یاکوس
- مارتسل سابات